# M-Tafel

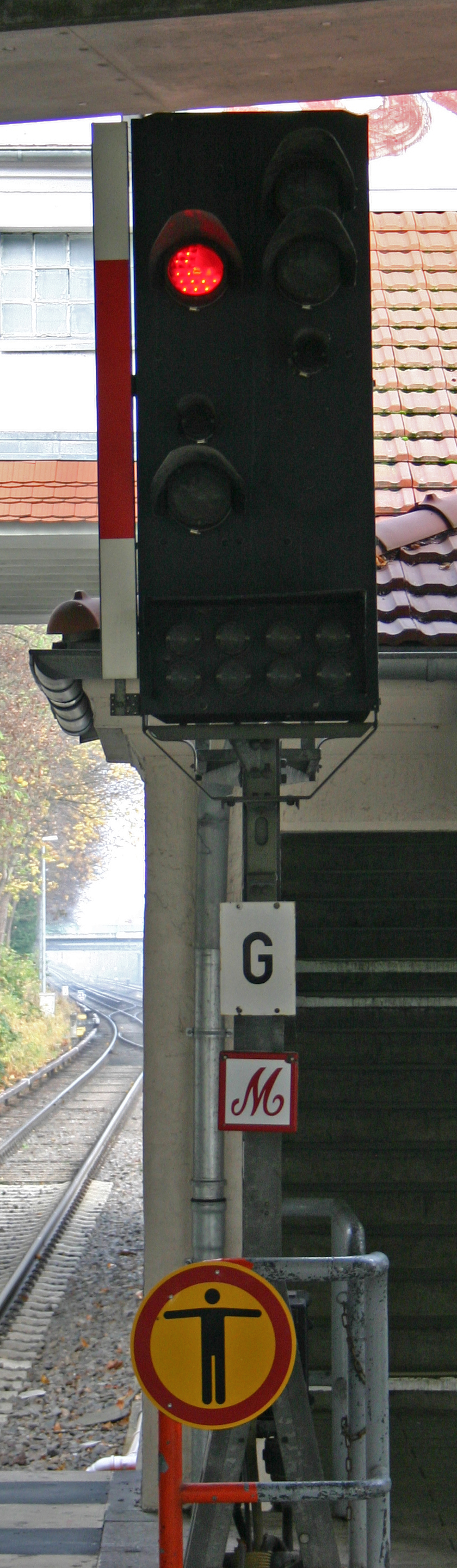
M-Tafel am Ausfahrsignal G des Bahnhofs Hohen Neuendorf (b Berlin), 2014

Eine M-Tafel (Signal Zs 12) ist ein in Deutschland verwendetes Zusatzsignal, welches am Mast eines Hauptsignals angebracht werden kann.
Die M-Tafel erlaubt dem Triebfahrzeugführer, nach mündlicher oder fernmündlicher Aufforderung durch den Fahrdienstleiter an einem Halt zeigenden oder gestörten Hauptsignal vorbeizufahren, ohne dass ein schriftlicher Befehl ausgestellt werden muss oder dass ein Ersatzsignal verwendet wird. Eine so zugelassene Zugfahrt ist eine Zugfahrt mit besonderem Auftrag. Die M-Tafel ist weiß mit rotem Rand und einem roten M in Schreibschrift.
Die M-Tafel wurde am 1. Januar 1931 von der Deutschen Reichsbahn eingeführt. Das Signal galt zunächst nur für die elektrisch und mit Dampf betriebenen Züge der Berliner S-Bahn und war ausschließlich an Hauptsignalen angebracht, die über kein Ad-Signal (ab 1935: Ersatzsignal) verfügten. 1935 wurde das Signal in das Signalbuch aufgenommen. Es wurde nur auf Anordnung der jeweiligen Eisenbahndirektion auf Strecken mit dichter Zugfolge angewandt. Die Aufforderung wurde vom zuständigen Fahrdienstleiter oder Aufsichtsbeamten mündlich erteilt. Die Deutsche Reichsbahn nahm die M-Tafel 1959 als Signal Zs 2 in die Gruppe der Zusatzsignale auf. Ab 1971 war die fernmündliche Erteilung des Auftrags gültig. Trotz der Signalbedeutung „Am Halt zeigenden Hauptsignal auf mündlichen oder fernmündlichen Auftrag vorbeifahren“ galt das Signal auch bei erloschenem oder zweifelhaftem Signalbild. Die Beschränkung des Einsatzes auf Strecken mit dichter Zugfolge wurde aufgehoben. Bei der Deutschen Bundesbahn war die M-Tafel ab 1959 zunächst den Mastschildern gleichgestellt, die Beauftragung erfolgte weiterhin mündlich. Erst später war die fernmündliche Übertragung des Auftrags auch gültig und die M-Tafel als Signal Zs 12 ein eigenständiges Signal. Seit der Zusammenführung der Signalbücher beider Bahnen wird das westdeutsche Signal Zs 12 bundesweit angewandt.

M-Tafel
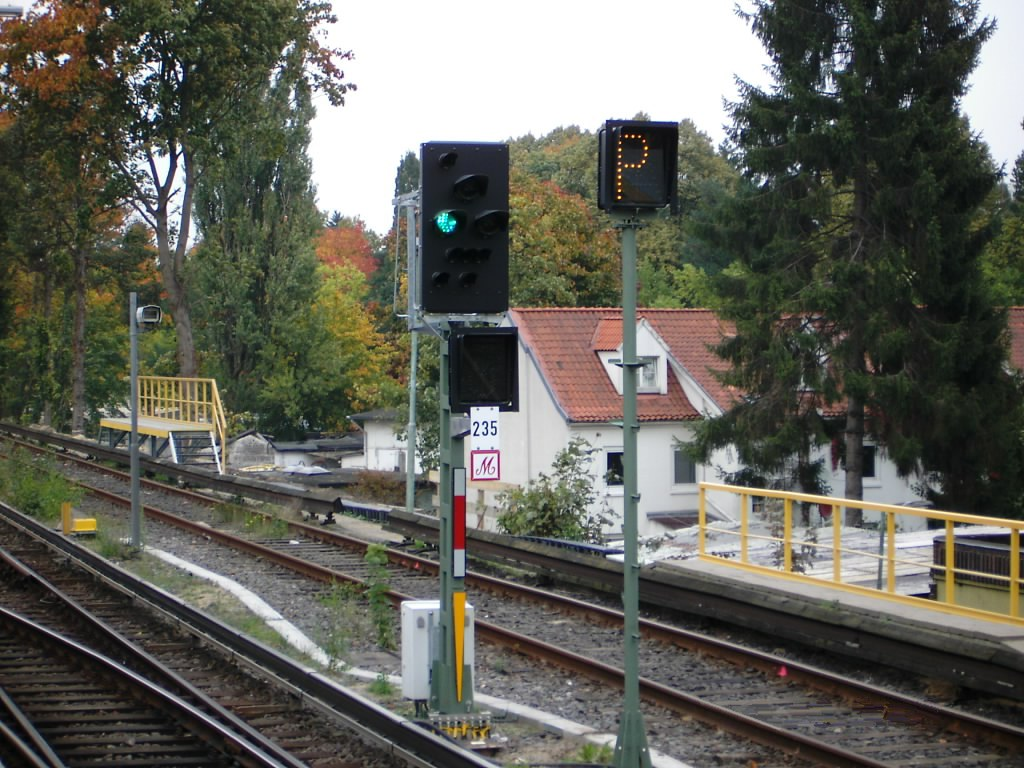
M-Tafel an einem Ks-Signal bei der S-Bahn Hamburg
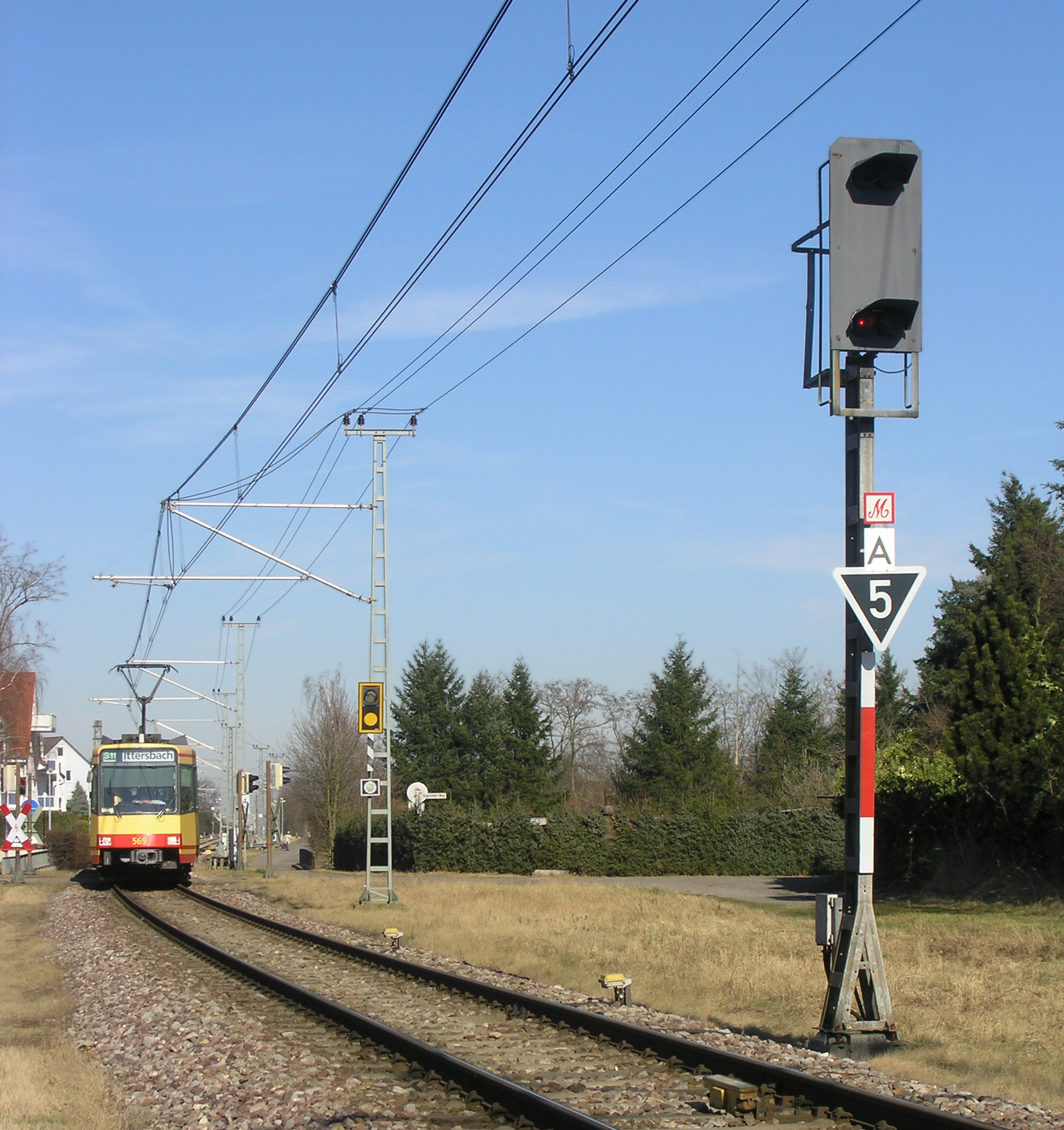
M-Tafel an der Hardtbahn